# Le Chant du bonheur
Pour plus de détails, voir Fiche technique et Distribution.
Le Chant du bonheur (titre original : Heimweh… dort, wo die Blumen blühn) est un film autrichien réalisé par Franz Antel sorti en 1957.

## Synopsis
Alors que les garçons chanteurs du monastère de Saint-Quirin rentrent d'un concert, ils voient une jeune femme sauter d'un pont sur le Danube non loin de Saint-Quirin. Le père Benedikt, chef de la chorale, sauve la femme fatiguée de la vie et l'amène au monastère. Elle demeure dans le silence, ni l'abbé ni la gouvernante Theres ne peuvent la faire parler.
L'abbé fouille le portefeuille de la femme. Elle s'appelle Renate Burg et travaille à l'usine Schürmann à Vienne. La photo d’un homme se trouve également dans son portefeuille. L'abbé se rend à l'usine Schürmann et apprend que l'homme est l'ingénieur en chef Robert Wegner. Renate était opératrice téléphonique et avait commencé une liaison avec Robert qui aurait dû se marier avec la fille du propriétaire de l'usine, Schürmann. Alors que l'abbé veut en savoir plus sur la situation familiale de Renate, il rencontre personnellement Schürmann. Il invite les choristes à une fête d'usine et souhaite même diffuser leur concert à la radio, l'abbé accepte.
Renate commence à chanter puis à parler en entendant les garçons entonner Ave Maria. Le père Benedikt la convainc de se confesser. Renate raconte comment tout s'est passé : elle est orpheline et originaire de Tilsit, en Prusse orientale. Elle vivait seule à Vienne, n'avait presque pas d'amis et souffrait de dépression pendant un certain temps. Elle espérait pouvoir faire son travail parmi les nombreux employés, mais elle s'est vite rendue compte qu'elle était débordée. Lors d'une sortie d'entreprise à Dürnstein, un village en face de Saint-Quirin, elle est restée à l'écart et a fui dans la nature, où elle a rencontré Robert Wegner. Tous deux deviennent un couple secret et se rencontrent régulièrement à Dürnstein. Robert la quitte, elle ne travaillait pas comme prévu le soir, mais à la maison, elle se rend à l'usine, Renate fut de nouveau déprimée et son médecin la met en congé. Elle va à Dürnstein, où Robert voulait la suivre. Cependant, avant son arrivée, M. Schürmann l'interroge sur sa relation avec Robert, qui épouserait éventuellement sa fille. Peu de temps après, lorsque Robert a annulé ses vacances pour travailler, elle a perdu tout courage et a sauté du pont dans le Danube.
Dans le cercle des enfants, Renate fleurit. Cependant, lorsqu'elle apprend qu'ils vont chanter dans l'usine Schürmann, Renate s'enfuit. À Vienne, le père Benedikt rencontre Robert, qui ne sait rien des derniers jours et de la tentative de suicide de Renate, veut également épouser la fille de Schürmann. Il quitte Schürmann et se rend à Dürnstein, où il cherche Renate. Le chœur de garçons est diffusé à la radio, Renate les entend à la radio dans un hôtel. Elle se précipite dans la rue, où peu de temps après, les garçons de la chorale s'arrêtent dans leur autocar et la salue. Robert apparaît aussi peu après, Renate et lui tombent dans les bras l'un de l'autre.

## Fiche technique
- Titre : Le Chant du bonheur
- Titre original : Heimweh… dort, wo die Blumen blühn
- Réalisation : Franz Antel assisté de Susi Fehring
- Scénario : Kurt Nachmann, Rolf Olsen
- Musique : Hans Lang
- Direction artistique : Sepp Rothauer, Franz Szivatz
- Costumes : Gerdago
- Photographie : Hans Heinz Theyer, Hanns Matula
- Son : Max Vernoiy
- Montage : Arnfried Heyne
- Production : Franz Hoffmann
- Sociétés de production : Hope-Film
- Société de distribution : Gloria Filmverleih AG
- Pays d'origine :  Autriche
- Langue : allemand
- Format : Couleur - 1,33:1 - Mono - 35 mm
- Genre : Musical
- Durée : 90 minutes
- Dates de sortie :
  -  Allemagne : 22 novembre 1957.
  -  France : 19 décembre 1958[1].
  -  Danemark : 25 novembre 1959.
  -  Finlande : 8 septembre 1961.

## Distribution
- Sabine Bethmann : Renate Burg
- Rudolf Prack : Robert Wegner
- Paul Hörbiger : L'abbé
- Hans Holt : Père Benedikt
- Erik Frey : Père Vinzenz
- Oskar Sima : M. Schürmann
- Christiane Nielsen : Erika Schürmann
- Annie Rosar : Theres
- Joseph Egger : Josef
- Rudi Priefer : Peter
- Markus Stummvoll : Karli
- Thomas Hörbiger : Franz
- Gretl Schmidek : Gretl
- Jürgen Wilke : Teddy
- C. W. Fernbach : Père Anselmus
- Oskar Wanka : Toni

## Source de la traduction
- (de) Cet article est partiellement ou en totalité issu de l’article de Wikipédia en allemand intitulé « Heimweh … dort, wo die Blumen blühn » (voir la liste des auteurs).